# WK League
La WK League (Hangul: WK리그) es una liga semi-profesional de fútbol femenino de Corea del Sur. Administrada por la Asociación de Fútbol de Corea del Sur (KFA) y la Asociación de Fútbol Femenino de Corea del Sur (KWFF), esta liga es la máxima categoría del fútbol femenino del país. La temporada se disputa entre los meses de abril y octubre, donde cada equipo juega un total de 28 encuentros.
Desde su inauguración en 2009, tres clubes han ganado la WK League: Incheon Hyundai Steel Red Angels, Goyang Daekyo, y el Suwon FC.

## Formato de competición
Los ocho equipos de la liga juegan entre ellos un total de cuatro encuentros, dos de local y dos de visita. Al término de la temporada regular, el equipo en segundo y tercer lugar juegan una semifinal, donde el ganador enfrenta al equipo en primer lugar en dos finales (ida y vuelta). El ganador se corona campeón de la WK League.
La liga no cuenta con sistema de descensos o ascensos.

## Equipos
| Equipo                           | Localización | Temporada 2019 |
| -------------------------------- | ------------ | -------------- |
| Boeun Sangmu WFC                 | Boeun        | 6.°            |
| Changnyeong WFC                  | Changnyeong  | 8.°            |
| Gyeongju KHNP                    | Gyeongju     | 2.°            |
| Hwacheon KSPO                    | Hwacheon     | 4.°            |
| Incheon Hyundai Steel Red Angels | Incheon      | 1.°            |
| Sejong Sportstoto WFC            | Sejong       | 5.°            |
| Seoul WFC                        | Seoul        | 7.°            |
| Suwon UDC                        | Suwon        | 3.°            |

### Antiguos equipos
| Equipo                | Localización    | Última temporada |
| --------------------- | --------------- | ---------------- |
| Icheon Daekyo         | Icheon / Goyang | 2017             |
| Chungnam Ilhwa Chunma | Dangjin         | 2012             |

## Historial
Lista de las finales de la WK League desde 2009. En esta competición, no existe la regla del gol de visita.
| Temporada | Campeón                                 | Agregado       | Subcampeón                        | 1 final | 2 final      |
| --------- | --------------------------------------- | -------------- | --------------------------------- | ------- | ------------ |
| 2009      | Goyang Daekyo KangaroosR                | 2–0            | Incheon Hyundai Steel Red Angels  | 1–0     | 1–0          |
| 2010      | Suwon Facilities Management Corporation | 2–1            | Incheon Hyundai Steel Red AngelsR | 0–1     | 2–0          |
| 2011      | Goyang Daekyo NoonnoppiR                | 5–3            | Incheon Hyundai Steel Red Angels  | 2–2     | 3–1          |
| 2012      | Goyang Daekyo NoonnoppiR                | 3–2            | Incheon Hyundai Steel Red Angels  | 0–1     | 3–1          |
| 2013      | Incheon Hyundai Steel Red AngelsR       | 4–2            | Seoul                             | 1–1     | 3–1          |
| 2014      | Incheon Hyundai Steel Red AngelsR       | 1–0            | Goyang Daekyo Noonnoppi           | 1–0     | 0–0          |
| 2015      | Incheon Hyundai Steel Red AngelsR       | 1–1 (pen.)     | Icheon Daekyo                     | 0–0     | 1–1          |
| 2016      | Incheon Hyundai Steel Red AngelsR       | 4–0            | Icheon Daekyo                     | 0–0     | 4–0          |
| 2017      | Incheon Hyundai Steel Red AngelsR       | 6–0            | Hwacheon KSPO                     | 3–0     | 3–0          |
| 2018      | Incheon Hyundai Steel Red AngelsR       | 4–4 (3–1 pen.) | Gyeongju KHNP                     | 0–3     | 4–1 (a.e.t.) |
| 2019      | Incheon Hyundai Steel Red AngelsR       | 1–0            | Suwon UDC                         | 0–0     | 1–0          |

- R primer lugar en la temporada regular